# Габонская операция
Габонская операция — стратегическая военная операция вооружённых сил Свободной Франции против войск Вишистской Франции в ходе Второй мировой войны.

## Предыстория
8 октября 1940 генерал де Голль прибыл в Дуалу. 12 октября он составил план вторжения в Габон. Де Голль хотел использовать французскую Экваториальную Африку как плацдарм для наступления на итальянскую Ливию. Поэтому он лично отправился в Чад, граничащий с Ливией.
27 октября войска Свободной Франции пересекли Габон и взяли город Мицик. 5 ноября сдался вишистский гарнизон в Ламбарене. Тем временем основные силы Свободной Франции под командованием Жак-Филиппа Леклерка и Мари-Пьера Кёнига отступили от Дуалы.

## Ход операции
7 ноября 1940 HMS Milford потопил вишистскую субмарину Poncelet. Войска Кёнига высадились в Пуэнт-ля-Монда. В его войска входили французские легионеры, сенегальские и камерунские войска.
9 ноября самолёт Lysander, базировавшийся в Дуале, начал бомбить аэродром Либревиля. Приближаясь к городу, войска Кёнига встретили ожесточённое сопротивление, но в конечном счёте они взяли аэродром. Колониальное авизо (шлюп) «Savorgnan de Brazza» Военно-морских сил Свободной Франции потопил в бою однотипный корабль вишистов «Bougainville». Первым открыл огонь «Bougainville», но его скорострельность была в 3 раза ниже (треть команды была высажена на берег для участия в сухопутной обороне) и уже через 20 минут боя он сильно горел. Вскоре корабль выбросился на берег у Либревиля, чтобы избежать затопления
12 ноября оставшиеся вишистские войска без боя капитулировали в Порт-Жантиль. Вишистский губернатор Габона Массон покончил жизнь самоубийством.

## Итоги
15 ноября генерал де Голль безуспешно пытался убедить пленных вишистских солдат присоединиться к Свободной Франции. В результате они были отправлены в Браззавиль и содержались там как пленники.